# Łączność powiadamiania, ostrzegania i alarmowania
Łączność powiadamiania, ostrzegania i alarmowania – łączność zapewniająca przekazywanie do zainteresowanych dowództw i sztabów informacji o napadzie ogniowym, zagrożeniu powietrznym i skażeniami, zagrożeniu użycia broni masowego rażenia itp. 

## Charakterystyka
Łączność powiadamiania, ostrzegania i alarmowania to sposób uprzedzenia wojsk własnych przed różnego typu zagrożeniami ze strony przeciwnika. Łączność powiadamianie organizuje się na szczeblu operacyjnym; łączność ostrzegania na szczeblu taktycznym, a łączność alarmowania od szczebla oddziału w dół.
Przekazywanie sygnałów ostrzegania i alarmowania odbywa się poza kolejnością na wszystkich szczeblach dowodzenia i we wszystkich czynnych relacjach łączności, a do przekazywania sygnałów powiadamiania w związku operacyjnym organizowana jest sieć powiadamiania wykorzystująca się oddzielne linie  łączności, a związki taktyczne wydzielają do tej sieci własne środki radiowe.

W związku taktycznym organizuje się sieć radiową ostrzegania. Wszystkie oddziały i samodzielne pododdziały wydzielają do tej sieci środki radiowe. 

Na szczeblu oddziału i pododdziału realizuje się alarmowanie, wykorzystując do tego celu aktualnie eksploatowaną sieć łączności dowodzenia. Do przekazywania sygnałów alarmowania wykorzystuje się funkcjonujące sieci radiowe lub sieć łączności przewodowej.
Sygnały ostrzegania i alarmowania, przekazywane są we wszystkich relacjach łączności na zasadach pierwszeństwa przed innymi informacjami. Na punktach dowodzenia alarm ogłasza się za pomocą środków sygnalizacyjnych (syreny, klaksony, race, gongi itp.).